# Virgil Abloh
Virgil Abloh, född 30 september 1980 i Rockford, Illinois, död 28 november 2021 i Chicago, var en amerikansk kläddesigner. Abloh var känd för att bryta gränser inom mode och design och han gjorde betydande avtryck på branschen. Från 2018 till sin bortgång 2021 var han konstnärlig ledare för Louis Vuittons herrkollektion.